# Periscyphis dhofarensis
Periscyphis dhofarensis là một loài chân đều trong họ Eubelidae. Loài này được Taiti, Ferrara & Davolos miêu tả khoa học năm 2000.